# Philippe Ricord
Pour les articles homonymes, voir Ricord.
Philippe Ricord, né le 10 décembre 1800 à Baltimore aux États-Unis et mort le 22 octobre 1889 à Paris, est un médecin et chirurgien français. 

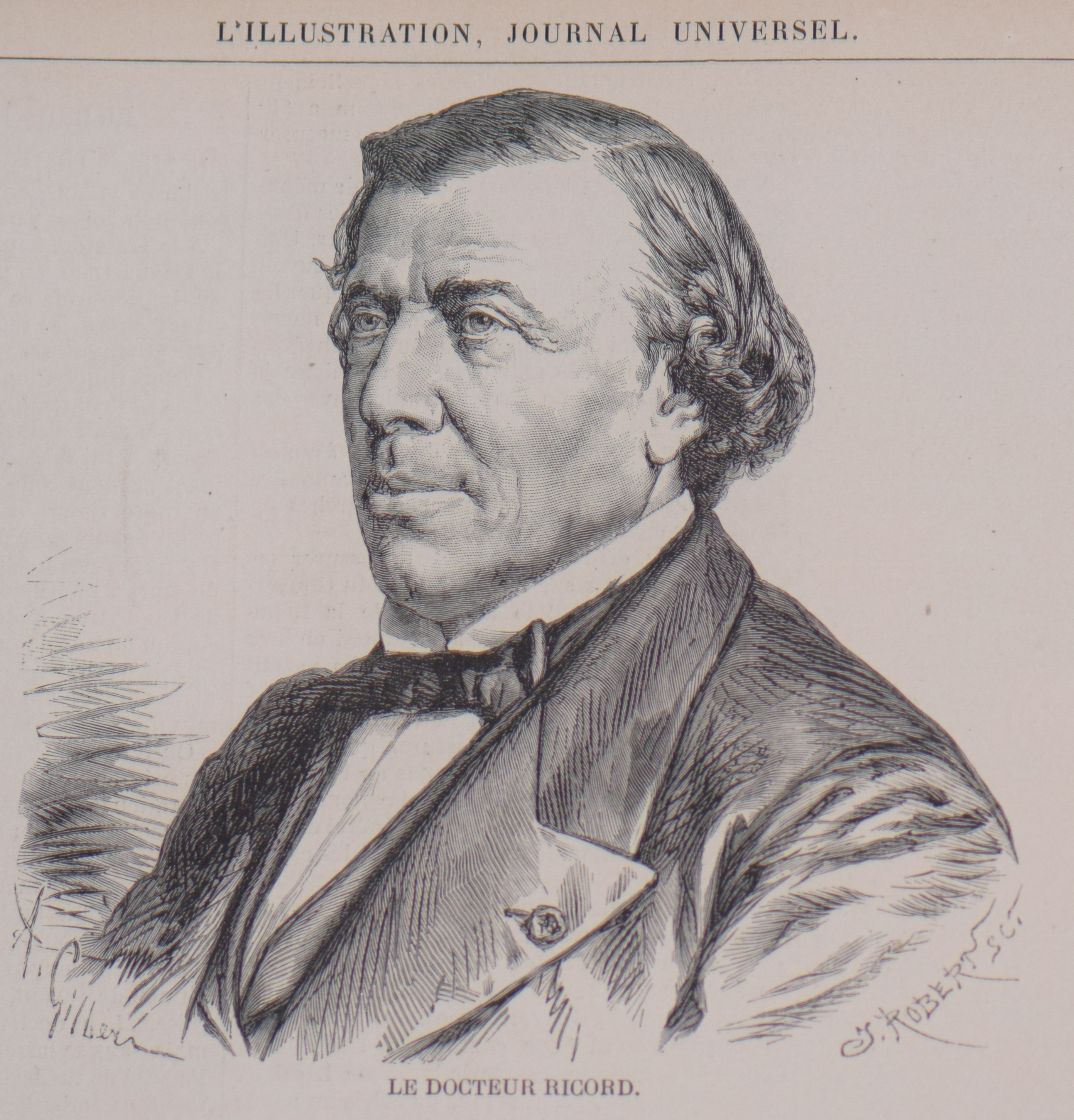
Dr. Philippe Ricord, surgeon during the Franco-Prussian war of 1871

## Biographie

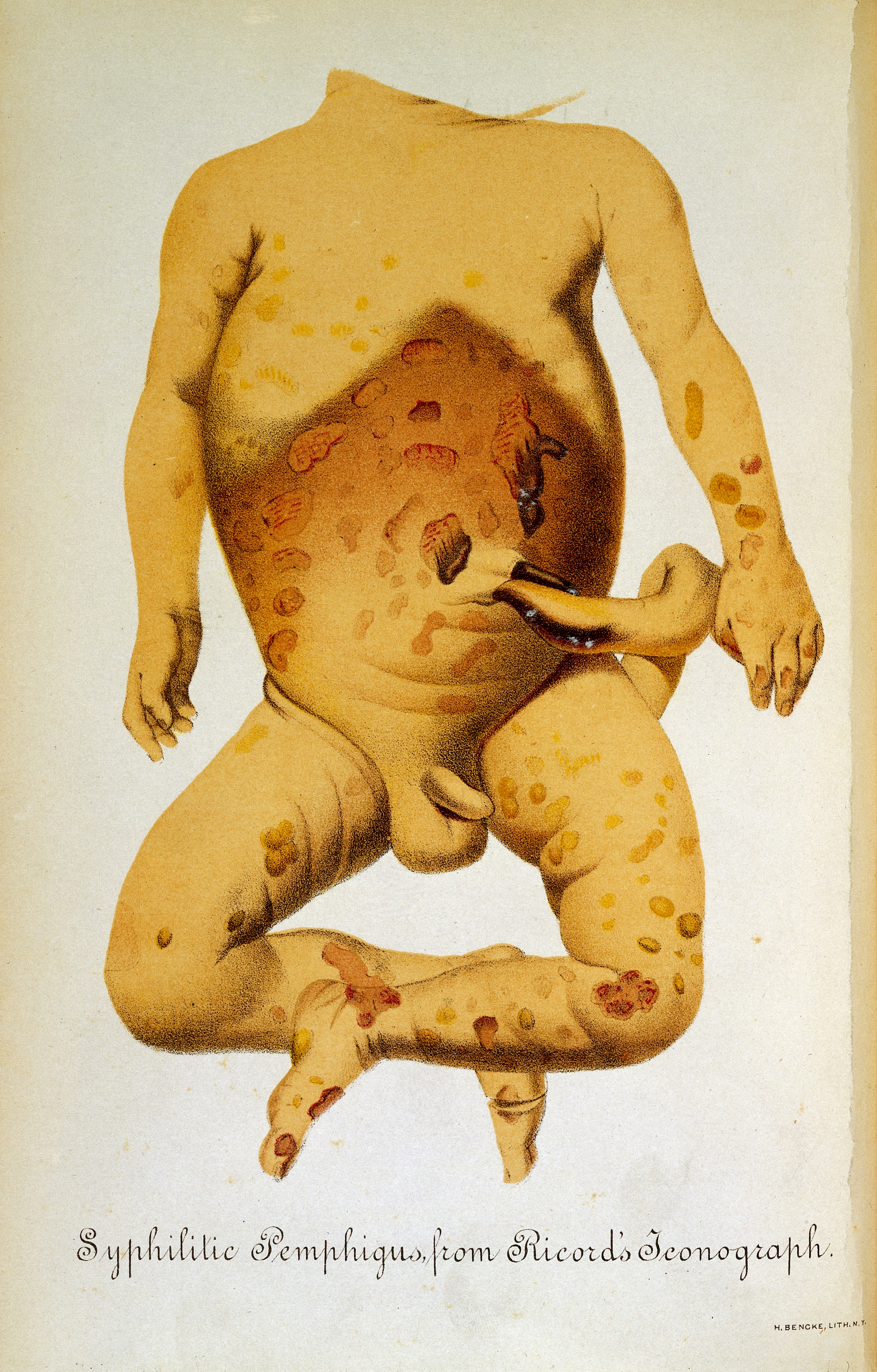
Iconographie de Philippe Ricord illustrant un traité sur la syphilis chez le nouveau-né par Charles-Paul Diday.

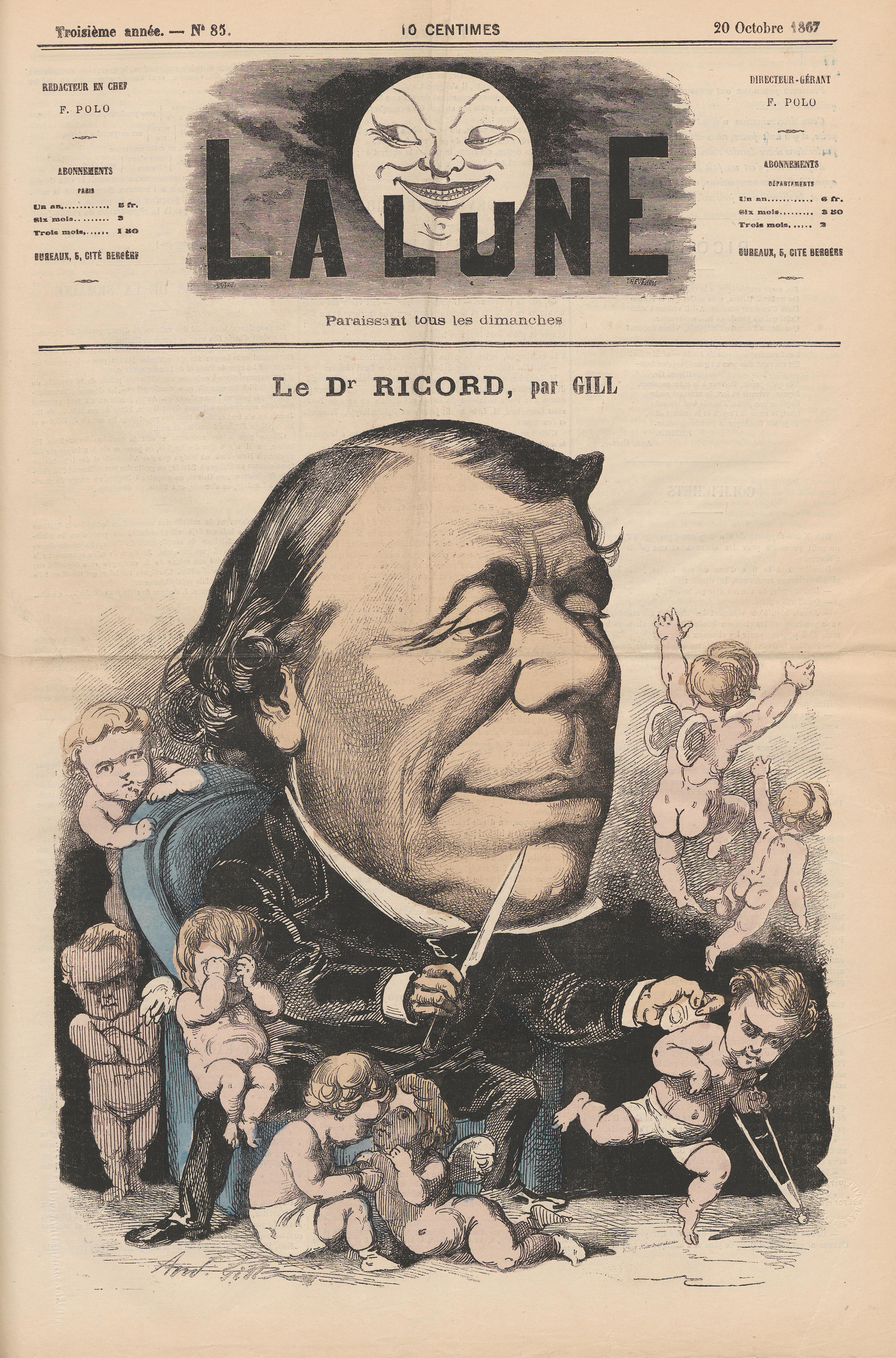
Caricature de Ricord, par André Gill (1867).

### Formation
Fils d’un armateur de la Compagnie des Indes originaire de Grasse, qui avait fui la Révolution en 1790, Philippe Ricord fit ses premières études aux États-Unis et employa les premières années de sa jeunesse à de nombreux voyages dans l’Amérique du Nord et du Sud, ainsi que dans l’archipel colombien, pour des recherches d’histoire naturelle. Un grand nombre d’objets collectés par lui et son frère Alexandre figurent au Musée de Paris. Ayant commencé ses études en médecine, en 1819, à Philadelphie, il vint en France en 1820, avec le naturaliste français Charles Alexandre Lesueur, à la suite des travaux d’histoire naturelle dont Jean-Guillaume Hyde de Neuville, alors ambassadeur de France en Amérique, l’avait chargé, recommandé par ce ministre, à Georges Cuvier. D’abord attaché comme pharmacien surnuméraire à l’hôpital militaire du Val-de-Grâce, où il travaille comme conservateur des spécimens de Lesueur, puis, à la suite d’un premier concours, externe des hôpitaux civils de Paris en 1821 dans le service de Guillaume Dupuytren, il fut reçu douzième au concours de l’internat en 1822, à l’hôtel-Dieu de Paris du 1er janvier 1823 au 6 mars 1825, toujours dans les services de Dupuytren, mais se brouilla avec lui après avoir publié un article indiquant qu’une procédure que Dupuytren affirmait avoir inventée était déjà en usage aux États-Unis. Il passa ensuite sous Jacques Lisfranc à La Pitié du 6 mars 1825 au 30 mars 1826.

### Médecine et chirurgie
Après son internat et des succès dans les cours pour les prix de l’École, Ricord prit le grade de docteur, le 5 juin 1826. Après avoir pratiqué en province, il revint en 1828 dans la capitale et, à la suite d’un premier concours, il fut nommé, en 1828, chirurgien du bureau central des hôpitaux civils, et trois ans plus tard, à l’issue d’un second concours, dont il sortit premier, il fut chargé du service de chirurgie à l’hôpital des maladies vénériennes, où il établit un cours de clinique spéciale, qu’il a professé avec succès. Également chirurgien en chef à l’hôpital du Midi, il est connu pour avoir décrit les trois stades de la syphilis et acquis une réputation mondiale dans sa spécialité. En 1838, il a prouvé que l’auto-expérience de John Hunter était fausse, établissant ainsi définitivement que la syphilis et la gonorrhée ne sont pas la même maladie. Il a fait, en outre, de 1854 à 1856, et avec fruit pour les élèves, des cours publics de pathologie spéciale, à l’École pratique. Ses suggestions sur la guérison de la varicocèle et sur le fonctionnement de l’urétroplastie lui valurent le prix Montyon en 1842.
Comme chirurgien, il s’est fait connaitre comme opérateur par un nouveau procédé pour l’amputation de deux doigts ou de deux orteils à la fois ; par un procédé pour la cure des varices ; par une amputation du rectum, et par une méthode opératoire de la circoncision et du paraphimosis ; il a modifié, en outre, le spéculum, les pinces et le bistouri pour les amygdales, et a introduit dans la pratique un nouveau scarificateur pour l’urètre, et une seringue à double courant pour les injections utérines. Il a de plus fait l’application, dans le traitement des maladies vénériennes, de quelques moyens thérapeutiques, dont la formule dite « de Ricord » pour le traitement de l’urétrite, largement utilisée au moins jusqu’à la fin des années 1910, qui consistait en une solution contenant 1 g de sulfate de zinc, 2 g d’acétate de plomb, 4 g de laudanum de Sydenham et de teinture de catéchum dans 200 ml d’eau distillée. Cette formule était largement connue et utilisée pour le lavage des tissus atteints d’urétrite simple grâce à ses propriétés astringentes et antiseptiques. Il fut le professeur et confrère de l’urologue Antonin Jean Desormeaux et du chirurgien Charles-Paul Diday.
Ricord est inhumé au cimetière du Père-Lachaise (54e division).

## Publications
Philippe Ricord a écrit de nombreux articles notamment dans : la Revue médicale, la Lancette française, la Lancette anglaise, la Gazette médicale, le Journal des connaissances médico-chirurgicales, le Journal de thérapeutique.

### Mémoires
- Mémoire sur l’emploi du spéculum dans les maladies vénériennes, 1855
- Mémoire sur l’inoculation artificielle de la vérole chez l’homme, 1855 : lu à l’Académie de médecine
- Mémoire sur la blennorragie chez la femme, 1854
- Mémoire sur l’emploi de l’onguent mercuriel dans le traitement des érysipèles, 1856 — Présenté à l’Institut, mention honorable.
- Réfutation de l’opinion de Huffeland sur la blennorragie, 1856
- Mémoire sur le chancre, 1857
- Mémoire sur l'épididymite, 1858, lu à l’Académie de médecine

### Autres publications médicales
- De l’emploi du spéculum, 1833
- De la blennorragie de la femme, 1834
- Mémoires et observations, 1834
- Emploi de l’onguent mercuriel dans le traitement de l’érésipèle, 1836
- Monographie du chancre, 1837
- Théorie sur la nature et le traitement de l’épididymite, 1838
- Traité pratique des maladies vénériennes : ou Recherches critiques et expérimentales sur l’inoculation, Rouvier et Le Bouvier, Paris, 1838 - 808 p.
- Traité des maladies vénériennes (8 vol., 1838; 4e  éd.), 1866
  - A practical treatise on venereal disorders : and more especially on the history and treatment of chancre[7], 1840
  - A practical lecture on venereal diseases, 1842 ; 13e  éd., 1854
- De l’ophtalmie blennorragique, 1842.
- Clinique iconographique de l’hôpital des Vénériens, 1842-1851.
- À MM. les membres de la section de médecine opératoire de l’Académie royale de médecine, 1844.Liste de ses qualifications en appui à sa candidature à l’Académie de médecine.
- (de) Heinrich Lippert, Die Pathologie und Therapie der venerischen Krankheiten nach Philippe Ricord’s […] Vorträgen und Bermerkungen, Berendsohn, 1846, 212 p.
- De la syphilisation, 1853.
- Lettres sur la syphilis avec une introduction par Amédée Latour, 1851 ; 3e  éd., 1863) — Traduction anglaise : 1853
- Leçons sur le chancre, 1858 ; 2e  éd., 1860) — Traduction anglaise : 1859
- Traité complet des maladies vénériennes. Clinique iconographique de l’hôpital des vénériens, recueil d’observations, suivies de considérations pratiques, 1862.
- « Communication de M. Ricord », dans De la syphilis vaccinaire : communications à l’Académie de médecine, 1865.
- (avec Jean Nicolas Demarquay) Deuxième rapport fait à la commission des études de la Société de secours aux blessés sur la nécessité de créer des ambulances modèles pour les blessés de l’industrie, [s. d.].

### Récit de voyage
- De Paris à Meaux : en passant par Venise, Vienne, Pesth, la Roumanie, Constantinople, Athènes et le plus possible par l’Italie : lettres adressées, chemin faisant, à M. le Dr Amédée Latour, rédacteur en chef de l'Union médicale par son ami le Dr Ricord, 1873.

## Compléments

### Honneurs et mémoire

#### Éponymie
- Le chancre de Ricord est la lésion initiale, semblable à un parchemin, de la syphilis.
- Le spéculum rectal de Ricord, ou de Ricord/Baildon est un spéculum à deux lames.

#### Distinctions
Ricord a reçu le prix Montyon en 1842.
Nommé médecin ordinaire du prince Napoléon, en 1862, il est nommé, le 26 octobre 1869, chirurgien-conseil auprès de Napoléon III,. Membre de la Légion d’honneur depuis 1858, il fut fait Grand Officier en 1871, pour ses services dans le corps d’ambulance pendant le siège de Paris.

#### Hommages
Il a existé une statue de Philippe Ricord, œuvre de Barrias, à Paris, boulevard de Port-Royal.